# Izabelin (Cieplice)
Izabelin – osada wsi Cieplice w Polsce położona w województwie podkarpackim, w powiecie przeworskim, w gminie Adamówka.
W latach 1975–1998 osada administracyjnie należała do województwa przemyskiego.